# Ilse Fitz
Ilse Fitz (* 1900 als Ilse Heirich; † 1963) war eine Schauspielerin, Hörspielsprecherin und Opernsängerin.

## Leben
Ilse Fitz war Tochter von Carl Heirich und Hermine Knote, einer Tochter von Gustav Knote sen. (1838–1879) und dessen Frau Emma, geborene von der Nahmer. Deren Sohn und Hermines Bruder Heinrich Knote war königlich-bayerischer Kammersänger. Ein weiterer Bruder Gustav Knote jun. war Direktor der Allianz-Versicherung. Die Linie der Hermine ist unter anderem auch mit Oskar von Miller, dem Gründer des Deutschen Museums verwandt.
Ilse Fitz war mit dem Bühnenautor, Schauspieler und Regisseur Hans Fitz verheiratet. Sie ist Mutter von Walter, Ayo, Gerd und Veronika Fitz.

## Filmographie
- 1950: Der fallende Stern
- 1951: Der letzte Schuß
- 1951: Die Alm an der Grenze
- 1951: Im Bann der Madonna
- 1951: Die Alm an der Grenze

## Hörspiele
Alle hier aufgeführten Hörspiele wurden vom Bayerischen Rundfunk produziert.
- 1949: Ferdinand Raimund: Der Bauer als Millionär (Genius) – Bearbeitung und Regie: Kurt Wilhelm (Hörspielbearbeitung)
- 1949–1951: Olf Fischer, Hans Fitz, Walter Netzsch, Kurt Wilhelm:Brumml-G’schichten (12. Folge: Devisen, 13. Folge: Die Goethefeier und 22. Folge: Achtung! Aufnahme) – Regie: Kurt Wilhelm (Mundarthörspiel)
- 1949: Rita Kocureck: Vater Seidl und sein Sohn: Ein bayerisches Fußball-Hörspiel (Kellnerin) – Regie: Kurt Wilhelm (Mundarthörspiel)
- 1951: Franz Gischel: Kleine Welt. Ein Münchener Schwank – Regie: Peter Glas (Mundarthörspiel)
- 1951: Valentine Volkmar: Vater Seidl und sein Sohn: Europa hat nichts zu lachen – Regie: Kurt Wilhelm (Original-Hörspiel)
- 1952: Alix du Frênes: Die Schwestern. Eine Novelle für den Funk – Regie: Kurt Wilhelm (Originalhörspiel)
- 1952: Lena Christ: Die Rumplhanni – Bearbeitung und Regie: Peter Glas (Hörspielbearbeitung, Mundarthörspiel)
- 1953: Willy Purucker: Die Sternfahrt des Wendelin Konradl. Ein Märchen für erwachsene Kinder (Kellnerin) – Regie: Willy Purucker (Originalhörspiel)
- 1954: Kurt Wilhelm: Vater Seidl und sein Sohn: Die italiänische Reise. Ein bayerisches Hörspiel (Kathi) – Regie: Kurt Wilhelm (Mundarthörspiel)

Quelle: ARD-Hörspieldatenbank